# André Dumont
Pour les articles homonymes, voir Dumont.
Ne pas confondre ni avec son père André Hubert Dumont (1809-1857, auteur de la première carte géologique de Belgique) ni avec l'homme politique français André Dumont (1764-1838).
André Dumont (Liège, 9 octobre 1847 - Ixelles, 2 novembre 1920) est un ingénieur des mines, professeur des mines et de géologie à l'Université catholique de Louvain et industriel. Il a découvert l'existence d'un massif houiller en Campine belge et, se faisant industriel, a entrepris l'exploitation des richesses houillères de la Campine. 

## Biographie
Léon André Dumont, né à Liège le 9 octobre 1847, est le fils du géologue André Hubert Dumont (1809-1857), auteur de la première carte géologique de Belgique, et d'Amélie De Jaer. Il épouse le 3 mai 1873 Marie Thérèse Meeùs à Anvers qui engendre trois enfants.

Il fait ses études à l'Université catholique de Louvain de 1866 à 1870 et y obtient le diplôme d'ingénieur. Il a notamment pour professeur Guillaume Lambert, éminent titulaire de la chaire d'exploitation des mines. Il commence sa carrière professionnelle comme ingénieur aux charbonnages de Bracquegnies. Il publie plusieurs mémoires qui attirent l'attention du monde académique. L'Université de Louvain fait alors appel à lui pour occuper la chaire d'exploitation des mines. Il s'intéresse dans cet office aux progrès des techniques d'extraction minière en Belgique et à l'étranger.

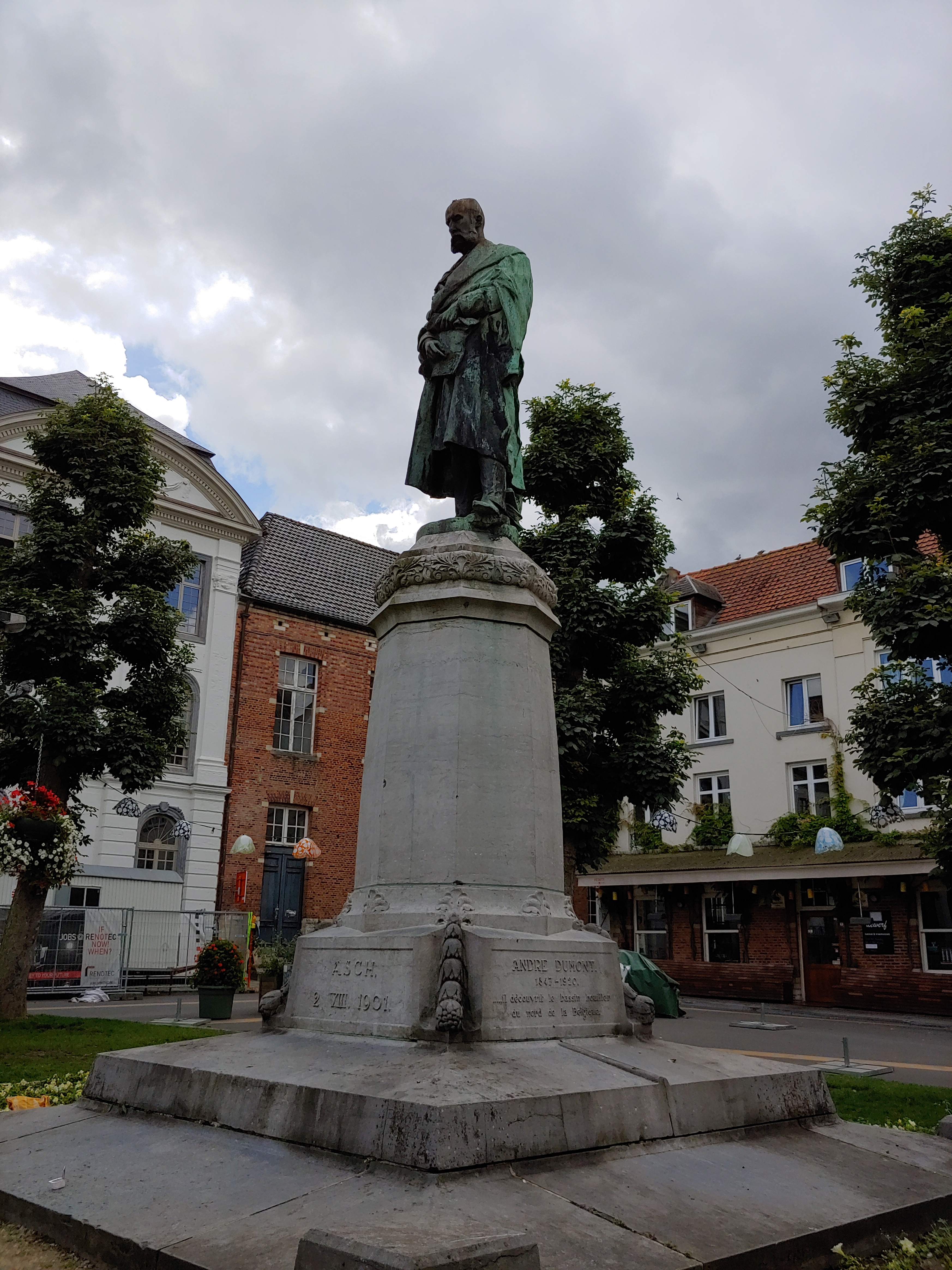
Statue de André Dumont, Louvain

### Découverte du gisement de Campine
À la suite des progrès de la géologie structurale de Belgique, on spéculait depuis un certain temps (1876) sur l'existence d'un bassin houiller au nord du sillon Liège-Namur-Charleroi. Dès 1877, il envisage la présence d'un gisement important de charbon en Campine. Il publie un mémoire dans lequel il avance l'hypothèse de l'existence d'un bassin houiller très riche dans le nord du pays faisant partie du croissant charbonnier partant du bassin de la Ruhr (en Allemagne) et se prolongeant jusqu'au centre de l'Angleterre. Son hypothèse ne rencontre au départ qu'un grand scepticisme des milieux industriels et politiques. 
Le 12 octobre 1898, ayant réussi à rassembler les capitaux nécessaires, André Dumont fonde une Société anonyme de recherches et d'exploitation. Le 22 février 1899, il entreprend un premier sondage en Campine à Elen. Ce forage doit être abandonné à 60 mètres de profondeur. Le 20 juin de la même année, il entreprend un second forage, d4/B-31 (51° 04′ 05″ N, 5° 43′ 44″ E), voisin du premier qui est abandonné à 878,55 mètres dans de la roche rouge. Ces deux échecs ne le découragent pas et, après avoir fondé la Nouvelle société de recherches et d'exploitation avec le sondeur Anton Raky, il entreprend un troisième sondage, le Z3/B-1 (51° 00′ 45″ N, 5° 34′ 48″ E) qui atteint la première couche de houille le 2 août 1901 à 541 mètres de profondeur dans la commune de As. En Belgique et en France, il ne cessera de promouvoir de nouvelles techniques d'exploitation minière. À Louvain, il fonde l'Association des Ingénieurs des Mines (Vereniging voor Mijnbouwingenieurs).
| Niveau            | Puissance (m) | Teneur en matières volatiles |
| ----------------- | ------------- | ---------------------------- |
| -458,20           | Toit houiller |                              |
| -467,00 à -468,20 | 1,20          | 35,5                         |
| -477,40 à -477,60 | 0,20          |                              |
| -493,70 à -493,80 | 0,10          |                              |
| -500,05 à -500,30 | 0,25          |                              |
| -501,55 à -502,25 | 0,70          | 38,1                         |
| -511,10 à -512,15 | 0,75 (?)      | 34,2                         |
| -518,80 à -519,70 | 0,90          | 36,4                         |
| -557,00 à -557,10 | 0,10          |                              |
| -574,50 à -575,50 | 1,00          | 37,7                         |
| -576,30 à -576,80 | 0,50          | 36,2                         |
| -577,60 à -578,00 | 0,40          | 40,0 (fin de sondage)        |

Une véritable fièvre s'empare alors du public et, en 3 ans, 64 sondages sont réalisés pour évaluer l'étendue du nouveau bassin.
Neuf concessions furent attribuées en 1906-1907, qui menèrent à sept charbonnages créés pour exploiter ce bassin houiller : Winterslag (1917), Beringen (1922), Eisden (1922), Waterschei (1924), Zwartberg (1924), Zolder (1930) et Houthalen (1939). André Dumont avait lui-même sa propre société minière « La SA des Charbonnages André Dumont sous Asch ».
Le pic de production en Campine sera atteint après la Seconde Guerre mondiale. Avec l'arrivée de carburants fossiles meilleur marché, ils furent progressivement abandonnés. Le dernier siège d'exploitation, à Zolder, ferma ses portes le 30 septembre 1992.

## Hommages et distinctions
La descendance d'André Dumont, après avoir reçu l'autorisation par divers arrêtés royaux de porter le nom André-Dumont, a été anoblie en 1985. Les armes enregistrées à cette occasion se blasonnent ainsi : D'argent à la fasce de gueules accompagnée en chef d'un lion issant du même accosté de deux triangles de sable, en pointe de cinq triangles du même posés 3 et 2.
Dans la région de As et de Genk, des hôpitaux et des écoles ont été nommés en son honneur, perpétuant ainsi sa mémoire. L'on trouve également des « André Dumontlaan » (avenue André Dumont) à As et Genk et une « André Dumontstraat » (rue André Dumont) à Hasselt.
La distinction suivante lui a été décernée par le roi Albert Ier de Belgique :
- Grand officier de l'ordre de Léopold (en 1919).